# 清水俊彦
清水 俊彦（しみず としひこ、5月12日 -）は、日本の男性声優。山口県出身。アーツビジョン所属。

## 人物
日本ナレーション演技研究所出身。
方言は山口弁。
趣味・特技は歌唱、料理、温泉旅行。

## 出演
太字はメインキャラクター。

### テレビアニメ
- DEAR BOYS（2003年、新入部員）
- ふしぎ星の☆ふたご姫（2005年、ニャムル）

### ゲーム
- 帝国千戦記 PS2版（2004年、李琉舜）
- リアライズ -Panorama Luminary-（2004年、小田正樹）
- 影牢II -Dark illusion-（2005年）
- AFKジャーニー(ベリル)

### CD
- タクミくんシリーズ 10th anniversary Complete Edition Extra Number（野川勝）

### 吹き替え

#### 映画
- X-MEN2 ※テレビ朝日版
- X-MEN:ファイナル ディシジョン ※テレビ朝日版
- Jの悲劇（ハリー）
- スコーピオン・キング（ノア）
- わるわる探犬隊（シングルトン）

#### ドラマ
- ER緊急救命室シーズンⅩ #21（BJ）
- WITHOUT A TRACE/FBI 失踪者を追え!
- オールザット（ブライアン･ハーン）
- ジョージアの日記/ゆーうつでキラキラな毎日（ジェム）
- 炎の英雄 シャープ（スキコーリン）
- 名探偵モンク3（少年ジミー）

#### アニメ
- クラス・オブ・ミュージック!（エディー）
- モーターシティ（チャック）

### プラネタリウム
- 足立区子ども科学館 「あ〜したてんきになあれ」（カラス）
- 神戸市立青少年科学館 「ほしのくにでみつけたたからもの」（こぐま座のアル）
- 多摩六都科学 「ペガロク ふるさとにかえる」（タマロク星人）

### その他コンテンツ
- WEB番組 バンダイ「ファンネルB」（ナビゲーター）